# Tram van Genua

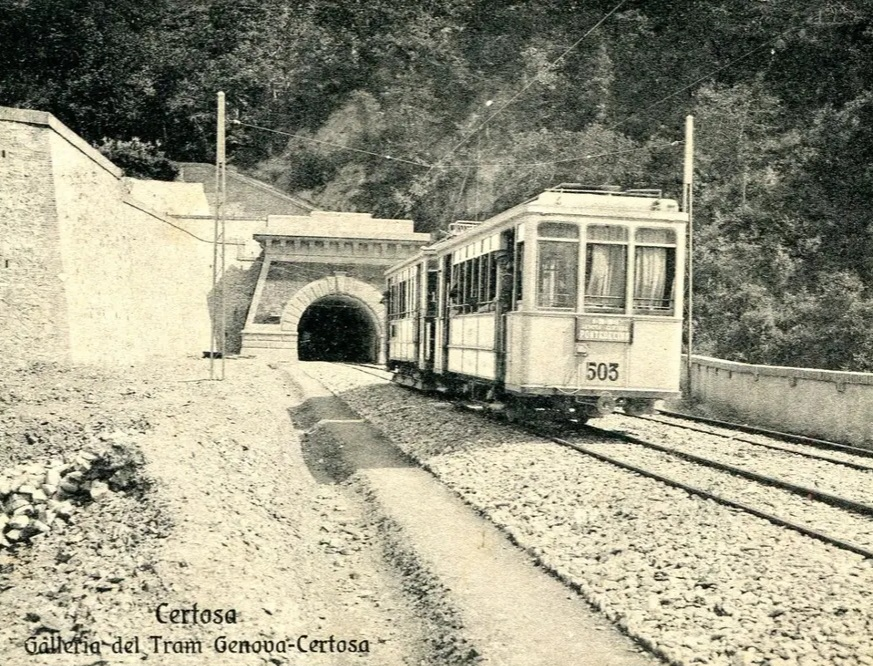
De metro startte vanuit Certosa tunnel.

De Tram van Genua vormde van 1878 tot 1966 de ruggengraat van het openbaar vervoer in de Italiaanse stad Genua. Het tramnet ging van start met paarden, maar al in 1893 opende de eerste elektrische lijn. Drie verschillende bedrijven legden eigen netwerken aan, maar vielen vanaf eind 1901 samen tot een gezamenlijk net.
Uiteindelijk verwierf de gemeente in 1928 de meerderheid van de aandelen van het trambedrijf. In de jaren 1930 werden maar liefst 200 moderne vierassers (plus vier zesassers) geleverd, maar dit kon niet verhinderen dat het net in 1966 werd opgeheven. In 1990 nam de metro van Genua de langste tramtunnel in gebruik en werd erna in vele kleine stappen verlengd. Het oudste materieel is dan ook gebaseerd op de Zürichse Tram 2000.

## Galerij

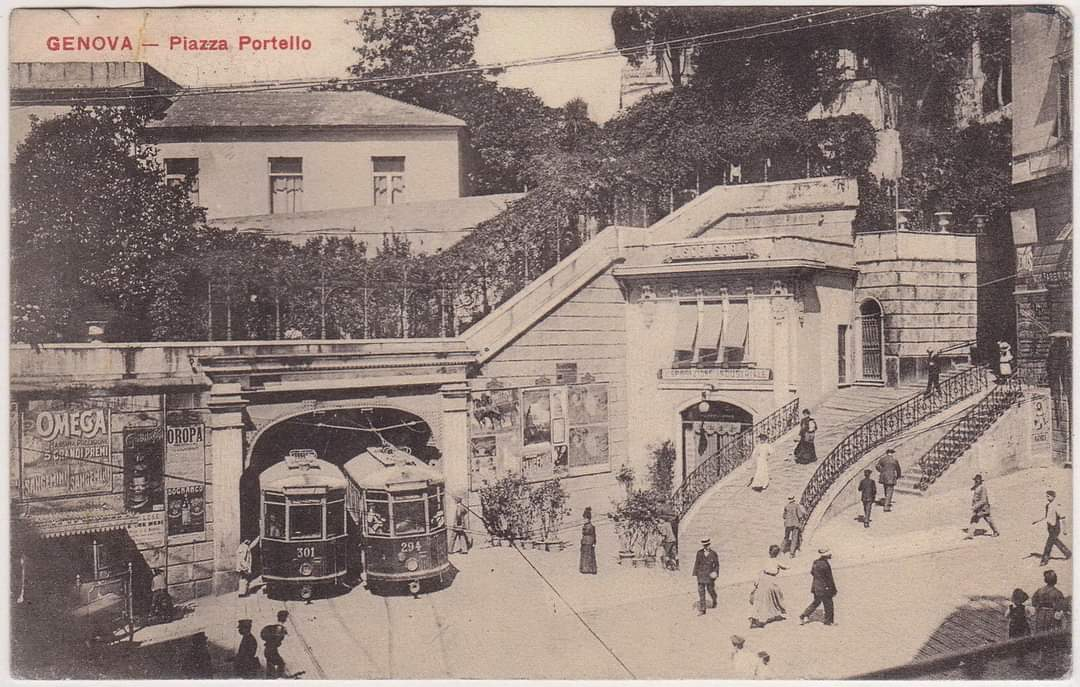
Een van de tramtunnels in het centrum.
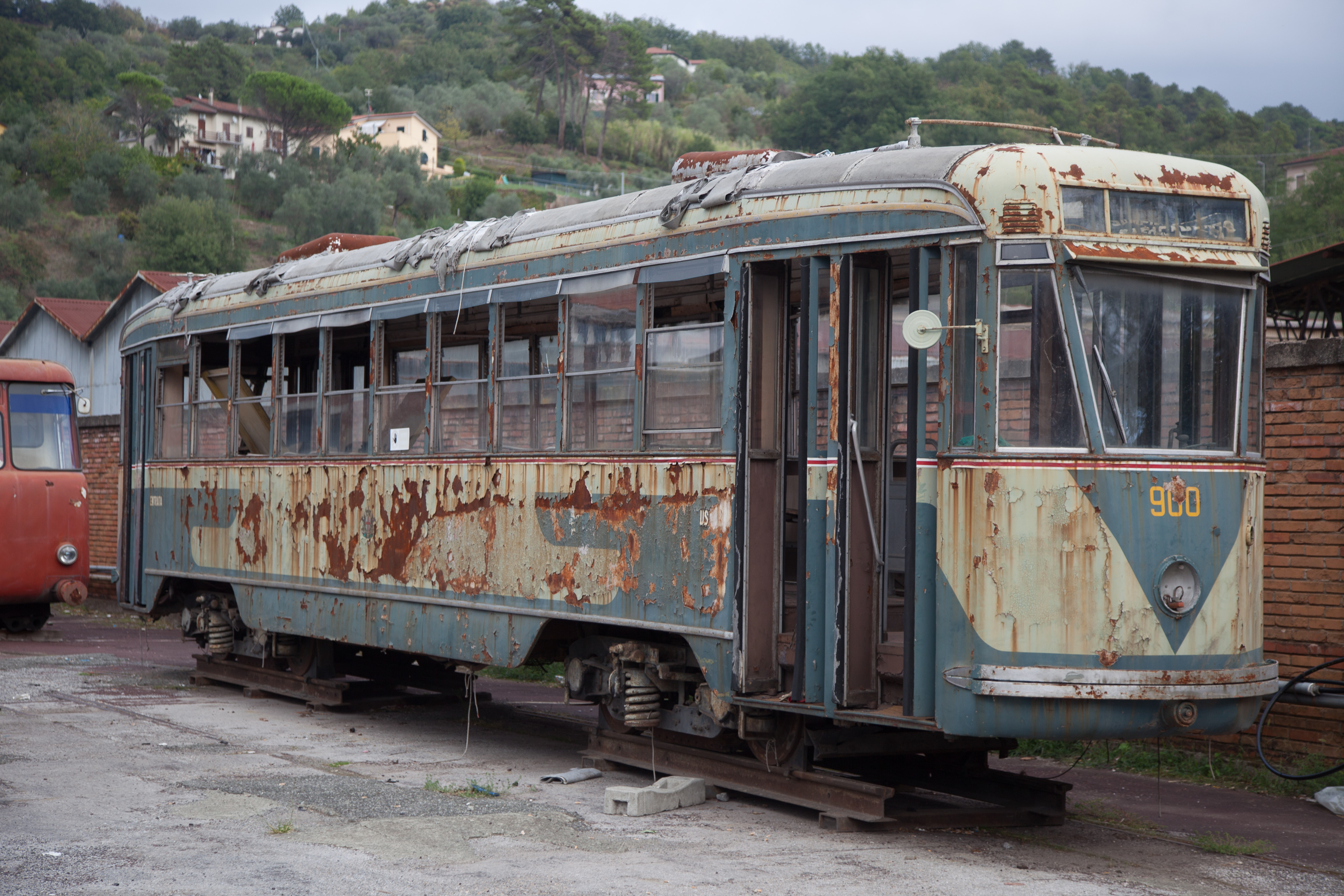
Een vierasser uit de serie 900
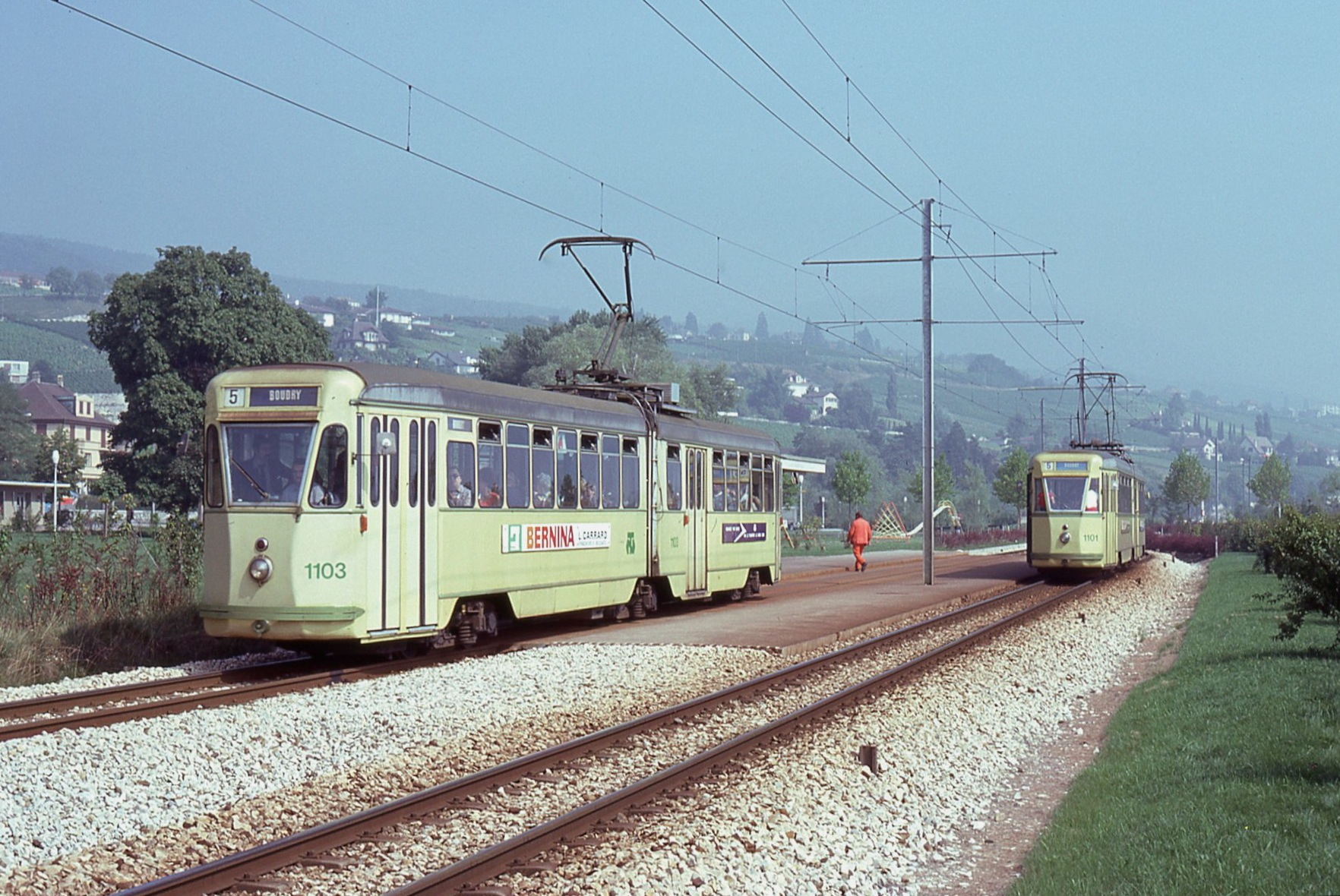
Twee van de zesassers in Neuchâtel